# تهتان (میناب)
تهتان گرو، روستایی از توابع بخش توکهور شهرستان میناب در استان هرمزگان ایران است.

## جمعیت
این روستا در دهستان گرو قرار دارد و براساس سرشماری مرکز آمار ایران در سال ۱۳۸۵، جمعیت آن ۱۰۳ نفر (۱۸خانوار) بوده‌ است.